# 4324 (1981 YA1)
4324 (1981 YA1) је астероид главног астероидног појаса са средњом удаљеношћу од Сунца која износи 2,545 астрономских јединица (АЈ).
Апсолутна магнитуда астероида је 11,8.